# Потьма (Атюрьевский район)
Потьма (мокш. Потма) — деревня в Атюрьевском районе Мордовии. Входит в состав Мордовско-Козловского сельского поселения.

## Этимология
Название Потьма происходит от мокш. Потма со значением «глубинка, глушь», «внутренняя часть чего-либо», в топонимии — «скрытое место в лесу».

## История
Впервые упоминается в 1688 году среди старинных мордовских населённых мест. В «Списке населённых мест Тамбовской губернии» за 1866 год значится казенной деревней в 37 двора входящей в состав Темниковского уезда.

## Население
| 2002 | 2010 |
| ---- | ---- |
| 131  | ↗142 |

Национальный состав
Согласно результатам Всероссийской переписи населения 2002 года, в национальной структуре населения мордва — 98 %.